# Маккенна, Хорас
Хорас Маккенна (англ. Horace McKenna;  31 января 1943, Новый Орлеан, Луизиана — 9 марта 1989, Лос-Анджелес, Калифорния) — американский предприниматель, гангстер и криминальный авторитет. Был владельцем нескольких стриптиз-клубов в Лос-Анджелесе. Помимо законной предпринимательской деятельности, Маккена в конце 1980-х годов подозревался в совершении ряда преступлений на территории штата Калифорния, таких как наркоторговля, организация занятий проституцией, фальшивомонетничество, незаконная организация игорных заведений, вымогательство и уклонение от уплаты налогов. Его криминальная карьера насчитывала несколько преступлений и судимостей. Хорас Маккена был убит 9 марта 1989 года на пороге собственного дома. Расследование убийства Маккены велось больше десяти лет. Особое обстоятельство делу об убийстве Хораса Маккены придаёт тот факт, что в ходе расследования было выявлено, что в середине 1990-х годов его убийцы выступили исполнительными продюсерами нескольких художественных кинолент, в которых исполнили главные роли, сюжет которых был основан на его убийстве. Впоследствии аресты и осуждения виновных вызвали в штате Калифорния общественный резонанс.

## Ранние годы
О ранних годах жизни Хораса Маккены известно очень мало. Известно что он родился 31 января 1943 года в Новом Орлеане, штат Луизиана. В начале 1960-х Маккена завербовался в армию США и несколько лет прослужил на флоте. В середине 1960-х годов Маккена женился и переехал в Лос-Анджелес, где в 1965 году родился его единственный сын Майкл.. С 1967 года по 1972 год Хорас Маккена работал в полиции Лос-Анджелеса в качестве патрульного полицейского. Маккена и его напарник по имени Майкл Вудс занимались патрулированием улиц в районе  Западного Голливуда. После ареста в 1972 году по обвинению в совершении кражи, Маккена был вынужден уволиться из рядов полиции. Через два года — в октябре 1974 года его бывший напарник Майкл Вудс также увольняется из полиции и принимает решение заняться бизнесом. В качестве делового партнёра Вудс привлекает Маккену. Результатом этой деятельности стало открытие в 1976 году двух стриптиз-клубов в Лос-Анджелесе: The Bare Elegance и The New Jet Strip.

## Предпринимательская и криминальная деятельность
В 1976 году Маккена купил фитнес-клуб «4 star Gym», владельцем которого он был до 1989 года. В апреле того же года Хорас Маккена был арестован по обвинению в организации занятия проституцией в районе Инглвуд, но в итоге был осуждён по обвинению в фальшивомонетничестве и приговорён к 5 годам лишения свободы. В 1980 году Хорас Маккена получил условно-досрочное освобождение и вышел на свободу. В 1982 году Маккена был арестован в портe Лос-Анджелеса Сан-Педро по обвинению в нападении на сотрудника правоохранительных органов, дело до суда не дошло, но за нарушение условий условно-досрочного освобождения, Маккена снова был осуждён и получил 2 года лишения свободы. В очередной раз Хорас Маккена освободился в 1984 году. С 1980 года Маккена и Вудс были совладельцами уже трёх стриптиз-клубов и продолжали успешно заниматься предпринимательской деятельностью.. В середине 1980-х годов Маккена и Вудс были совладельцами стриптиз-клубов «Bare Elegance», «New Jet Strip», «Aprils Cabaret», «Odd Ball», которые приносили прибыль по 2,5 млн долларов в год. После освобождения из тюрьмы в 1984 году, Хорас Маккена приобрёл участок земли стоимостью 825 000 долларов в престижном районе Лос-Анджелеса с видом на округ Ориндж и Диснейленд на котором построил особняк. Прибыль от бизнеса Маккенна использовал для различного рода инвестиций. В то же время Маккена вёл обширную криминальную деятельность. Он неоднократно применял угрозы компрометирующих или клеветнических разоблачений с целью вымогательства чужого имущества. Так в 1978 году Маккена оказывал психологическое давление на хозяина ночного клуба путём угроз совершения поджога ночного клуба с целью передачи заведения в его собственность. В середине 1980-х годов аналогичные меры Хорас Маккена предпринял в отношении Джимми Ли Казино, владельца стриптиз-клуба «Mustang Club» в городе Санта-Ана, собственником которого Маккена планировал стать. Итогом конфликта стала смерть Джимми Казино, который был убит 1 января 1987 года. После смерти предпринимателя Маккенна заработал репутацию гангстера и в отношении него началось расследование, в ходе которого было выяснено что Майкл Вудс и Хорас Маккенна также занимаются незаконной предпринимательской деятельностью, владеют заведениями которые занимаются организацией проституцией. Во время расследования было также выяснено, что Маккена в конце 1970-х годов познакомился с наркоторговцем Рональдом Ли Лэуниусом, лидером банды «Wonderland Gang», совместно с которым Маккена в начале 1980-х торговал наркотиками в Лос-Анджелесе. После гибели Лауниуса в 1981 году, Хорас Маккена стал одной из основных фигур в наркоторговле.
В конечном итоге к началу 1989 года после того, как появились доказательства финансовых затрат предпринимателя значительно превышающих официально им задекларированный доход,  была вскрыта мошенническая схема на основании чего против Хораса Маккены готовилось обвинение в сокрытии нелегальных источников дохода, занятием незаконной предпринимательской деятельности и уклонение от неуплаты налогов. Во время следствия из-за коррупции в Департаменте полиции штата Калифорния Хорас Маккена был осведомлён о деталях расследования и пытался оказать моральное и психологическое давление на ряд полицейских чиновников. Впоследствии власти штата Калифорния заявили, что с именем Маккены связан период наибольшего расцвета организованной преступности в округе Ориндж.

## Смерть
Маккена был застрелен ранним утром 9 марта 1989 года в салоне своего лимузина, припаркованного у порога собственного особняка. Водитель Маккены не пострадал. Убийца смог незамеченным покинуть место преступления, не оставив улик и никаких зацепок следствию. На момент смерти Хорас Маккена контролировал 75 % дохода от совместного бизнеса с Майклом Вудсом и проявлял деструктивное поведению по отношению к коллегам и деловым партнёрам, большая часть знакомых Маккены, в том числе его бывшая жена Шерил, отзывались о нём крайне негативно., в то время как сын погибшего Майкл Маккена категорически отрицал любой вид причастности отца к криминальной субкультуре

## Расследование убийства и суд
После убийства Хораса Маккены, вся его собственность перешла во владение Майкла Вудса, который сделал своим новым деловым партнёром Дэвида Эмоса, который работал телохранителем Вудса с 1981 года. Расследование убийства Маккены было прекращено и было возобновлено только лишь в 1997 году после того как выяснилось, что Майкл Вудс в 1994 году выступил исполнительным продюсером низкобюджетного независимого кинофильма «Захват», в котором главные роли исполнили Билли Драго, Ник Манкузо, Джон Сэвидж и Дэвид Эмос. В 1997 году на экраны вышел низкобюджетный боевик «Flipping», в котором Эмос исполнил главную роль и выступил исполнительным продюсером фильма совместно с Майклом Вудсом. В ходе расследования было выявлено что большая часть сюжетов обоих фильмов основано на убийстве Хораса Маккены, которое было организовано Вудсом, Эмосом и работником стриптиз-клуба The New Jet Strip Джоном Шериданом, который с января 2000 года стал сотрудничать со следствием в качестве осведомителя.
В ходе многомесячных наблюдений за подозреваемыми с использованием средств для прослушивания связи, были собраны доказательства причастности Вудса и Эмоса к убийству Маккены. 29 октября 2000 года  Майкл Вудс и Джон Эмос были арестованы. По версии следствия, Вудс заплатил Эмосу 50 000 долларов за устранение Маккенны. В свою очередь половину гонорара Дэвид Эмос передал Джону Шеридану, который и стал непосредственным исполнителем убийства. Находясь под стражей Дэвид Эмос пошёл на сделку с правосудием в обмен на смягчение приговора и согласился дать признательные показания против Вудса.
Судебный процесс открылся в августе 2001 года. Майкл Вудс не признал себя виновным ни по одному из пунктов обвинения и полностью перекладывал ответственность за совершение убийства на Дэвида Эмоса. Эмос в свою очередь во время судебного процесса заявил суду, что незадолго до убийства Маккенна пытался воздействовать на Вудса путём посягательства на жизнь и здоровье его дочерей, что стало одной из предпосылок к организации убийства криминального авторитета. Во время судебного процесса вина всех обвиняемых была полностью доказана, на основании чего 18 ноября 2001 года Дэвид Эмос и Джон Шеридан были приговорены к 20 годам лишения свободы, а Майкл Вудс 20 февраля 2002 года получил в качестве наказания пожизненное лишение свободы. В 2010 году Джон Шеридан и Дэвид Эмос в качестве поощрения за совершение сделки с правосудием получили условно-досрочное освобождение и вышли на свободу. Майкл Вудс в связи с болезнью получил право на условно-досрочное освобождение и вышел на свободу в 2016 году в возрасте 73 лет. Дальнейшая их судьба неизвестна.